# 이타카 톰프킨스 국제공항

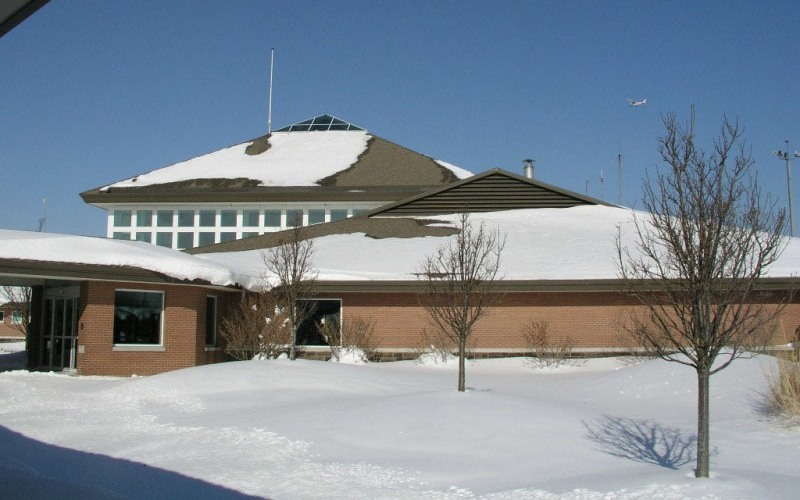

이타카 톰프킨스 국제공항(Ithaca Tompkins International Airport, IATA: ITH, ICAO: KITH, FAA LID: ITH)는 미국 소유의 공항이다. 톰킨스군의 유일한 도시이자 군청 소재지인, 뉴욕주 이타카에서 북동부로 3마일 떨어진 랜싱 타운에 위치한다. 연방항공국에 따르면 2018년에 탑승 승객 수는 99,070명으로 기록되었다.
직행의 상업용 통근자 제트기 서비스가 샬럿 더글러스 국제공항, 디트로이트 메트로폴리탄 웨인 카운티 공항, 뉴어크 리버티 국제공항에 대해 제공되며 2022년 5월 5일에 샬럿 서비스는 필라델피아 국제공항으로 대체될 예정이다.